# گروسلانگنفلد
گروسلانگنفلد (به آلمانی: Großlangenfeld) یک شهر در آلمان است که در بیتبورگ-پروم واقع شده‌است.